# Chlístov (Třebíči járás)
Chlístov település Csehországban, a Třebíči járásban. Chlístov Štěměchy, Pokojovice, Rokytnice nad Rokytnou, Předín és Markvartice településekkel határos. Lakosainak száma 302 fő (2024. január 1.).

## Népesség
A település lakosságának változását az alábbi diagram mutatja:
| Lakosok száma | 322  | 367  | 381  | 363  | 298  | 229  | 290  | 290  | 306  | 302  |
|               | 1869 | 1890 | 1921 | 1950 | 1980 | 2001 | 2017 | 2019 | 2022 | 2024 |